# St. Josef (Strausberg)

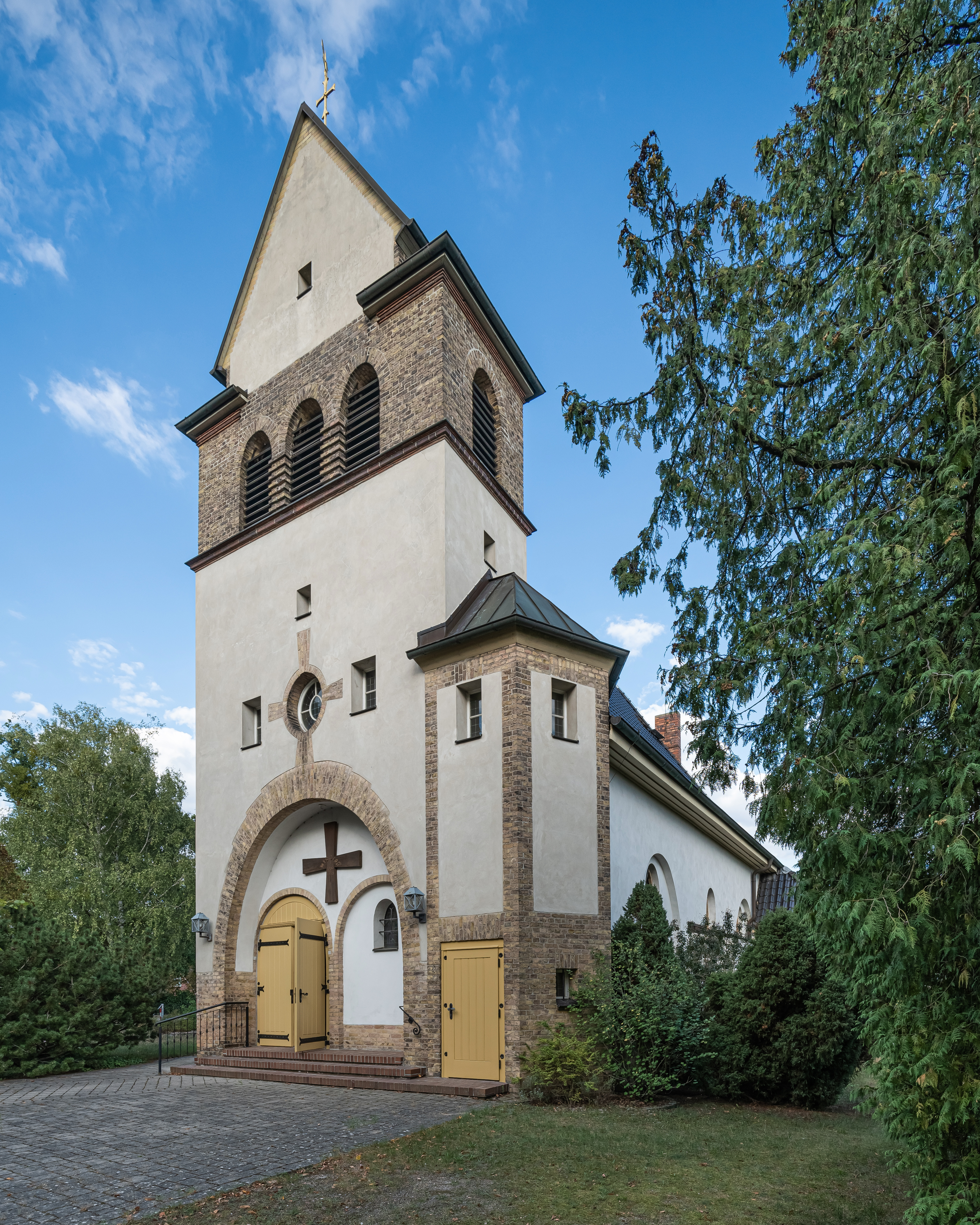
St. Josef in Strausberg

St. Josef ist eine römisch-katholische Kirche im Stil des ausgehenden Historismus in Strausberg, einer Stadt im  Landkreis Märkisch-Oderland in Brandenburg. Sie gehört zur Pfarrgemeinde St. Hubertus Petershagen und ist dem heiligen Josef von Nazaret, dem Bräutigam der Maria, Mutter Jesu, geweiht.

## Lage
Das Bauwerk steht südwestlich des Stadtzentrums an einer Straßenecke, auf die von Osten die Weinbergstraße und von Süden die Fontanestraße zuläuft. Südlich des Bauwerks ist der Friedhof St. Marien.

## Geschichte
1851 wurde in Wriezen die Missionspfarrei gegründet. Der dort tätige Pfarrer erhielt von der Römisch-Katholischen Kirche den Auftrag, im Landarmenhaus in Strausberg ebenfalls den Gottesdienst zu feiern. Die Kapelle stand auf dem Gelände des Dominikanerklosters und wurde auch von evangelischen Gläubigen und Armen besucht. Zwar konnten die katholischen Gläubigen ab 1853 eine eigens errichtete Kapelle in der Ritterstraße nutzen, doch war das Gebäude so stark frequentiert, dass die Kirchengemeinde die Sorge hatte, dass das Bauwerk die statischen Belastungen nicht trug. So gingen auch diese Gläubigen wieder ins Landarmenhaus.
Zur Jahrhundertwende wuchs die Zahl der Einwohner stetig, auch bedingt durch katholische Wanderarbeiter. Unter der Leitung von Leopold Nowak erwarb die Gemeinde ein Grundstück in der Weinbergstraße und begann mit der Kollekte für den Bau. Der einsetzende Erste Weltkrieg machte die Pläne jedoch zunichte. 1923 wurde die Gemeinde in den Stand der Quasipfarrei erhoben. Fünf Jahre später war es dann soweit: Die rund 1.100 Gläubigen konnten die unter der Leitung von Alwin Kopschina nach Plänen des Diözesanbaumeisters Carl Kühn errichtete Kirche in Anspruch nehmen. Die Ausmalung nahm Max Malitz aus Berlin vor. Die Kirchweihe fand am 21. Oktober 1928 durch Weihbischof Josef Deitmer statt. 1933 verließen die Gemeinden Müncheberg und Buckow die Pfarrei und wurden selbstständig, ebenso um 1950 die Missionare und Johannisschwestern aus Strausberg-Vorstadt. 1959 wurde die ursprüngliche Ausmalung entfernt. 1962 erhielt die Kirche eine Sauer-Orgel. Der Tabernakel sowie der Altar wurden 1978 aus Mauersteinen errichtet. In den Jahren 1992 bis 1994 sanierte die Kirchengemeinde das Bauwerk und erneuerte dabei die Kanzel und den Altar.

## Baubeschreibung
Das Bauwerk des Märkischen Späthistorismus wurde aus Mauerziegeln errichtet, die hell verputzt sind. Der geostete Chor ist eingezogen und hat einen polygonalen Abschluss. Daran schließt sich nach Westen hin das rechteckige Kirchenschiff mit einer Länge von rund 14 Metern bei einer Breite von rund 10 Metern an. Die Nord- und Südseite ist mit je drei Rundbogenfenstern gegliedert, die in parabelförmigen Vertiefungen eingelassen sind. Sie sind mit Glasmalereien verziert, die die sieben Sakramente zeigen. Sie stammen vom deutschen Glasmaler Carl Busch aus Berlin. Auffällig ist der querrechteckige Westturm, dessen Portal ebenfalls in einem hohen, parabelförmigen Bogen eingelassen ist. Dessen Form wird durch Mauersteine nochmals betont. In diesem Bogen sind ein wenig in die Tiefe versetzt zwei gleichförmige, kleinere und gekuppelte Bögen eingelassen. In dem linken Bogen ist eine doppelflügelige Tür, während im rechten ein segmentbogenförmiges Fenster eingelassen ist. Mittig darüber ist ein hölzernes Kreuz. Oberhalb ist ein kreisrundes Fenster. Es wird von einem weiteren in Mauersteinen erstellten Kreuz umrahmt, dessen unteres Ende den Segmentbogen des Portals berührt. Links und rechts sind zwei größere, darüber ein kleineres Fenster. An der Südseite schließt sich ein Aufgang in das Turmgeschoss an. Es ist mit einem Gesims vom übrigen Baukörper abgetrennt und aus dunkleren Mauersteinen errichtet. An der West- und Ostseite sind drei, an der Nord- und Südseite je eine Klangarkade. Aus diesem Geschoss ragt ein hell verputzter Giebel mit einem Satteldach heraus, das mit einem weiteren Kreuz abschließt.

## Ausstattung

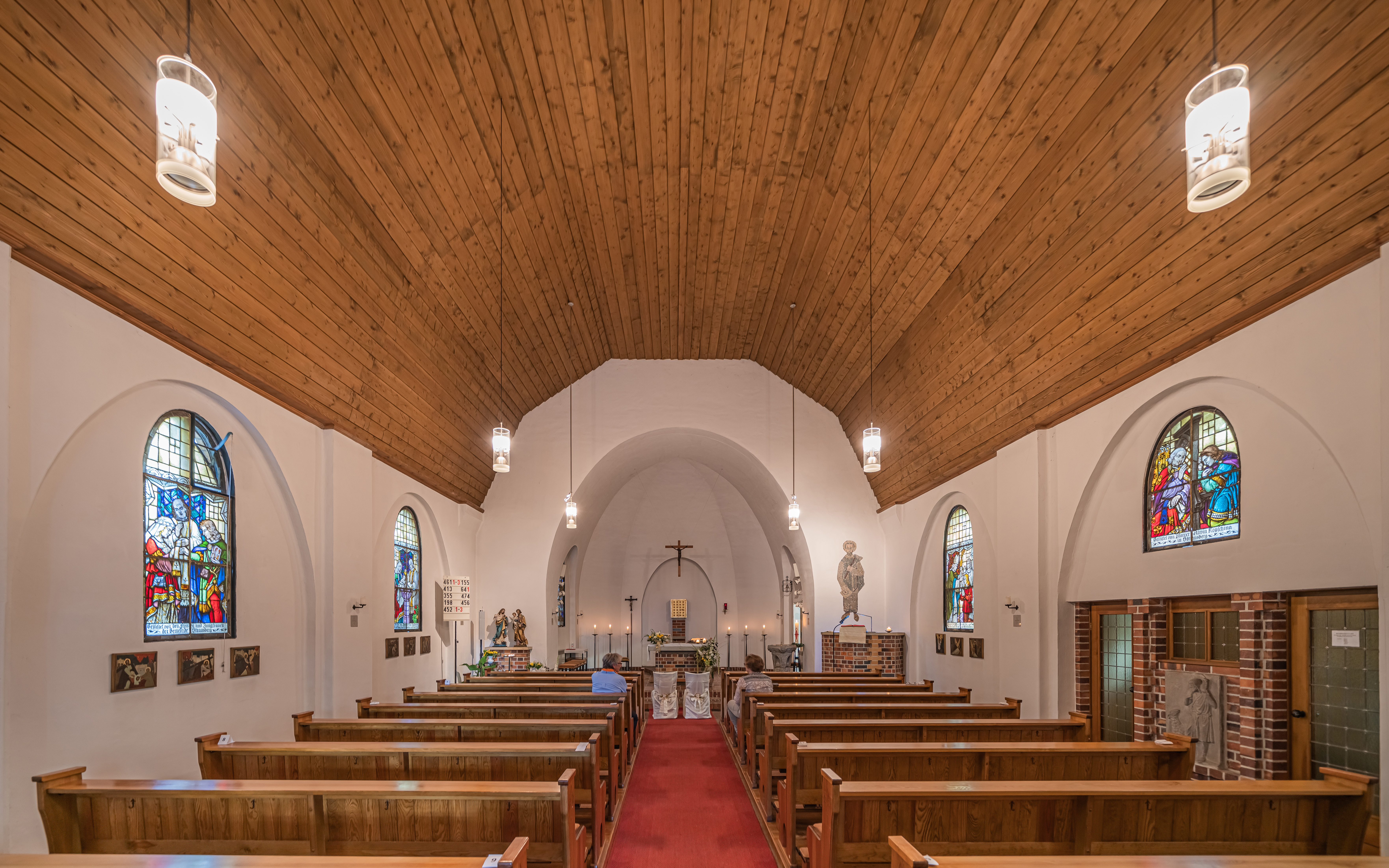
Innenansicht der Kirche

Der Altar ist vergleichsweise schlicht ausgeführt und wurde aus rötlichen Mauerziegeln errichtet. Diese Ziegel wurden auch am Sockel des dahinter befindlichen goldenen Tabernakels wie am Ambo verwendet. Darüber hängt ein Kruzifix. Die weiße, steinerne und ebenfalls schlichte Fünte steht auf einem gedrehten Fuß. Links vor dem Chor stehen an der östlichen Wand des Kirchenschiffs auf einem Sockel Maria und Josef von Nazareth mit dem Christuskind. An der rechten Seite ist an der Wand vor dem Ambo ein Mosaik angebracht, das erneut Josef zeigt. Der Innenraum hat ein hölzernes Tonnengewölbe, das die äußere Form der Parabel aufnimmt.

## Orgel
Die Orgel stammt von der Firma Sauer und wurde am 23. Dezember 1962 eingeweiht. Das Instrument hat zwölf Register auf zwei Manualen und Pedal. Sie hat folgende Disposition:
| I Manual |               |               |
| 1.       | Rohrflöte     | 8′            |
| 2.       | Principal     | 4′ (Prospekt) |
| 3.       | Nassat        | 2 ⁄3′         |
| 4.       | Mixtur III-IV |               |

| II Manual |             |    |
| 5.        | Holzgedackt | 8′ |
| 6.        | Rohrpommer  | 4′ |
| 7.        | Principal   | 2′ |
| 8.        | Tertian II  |    |
| 9.        | Krummhorn   | 8′ |
|           | Tremulant   |    |

| Pedal |           |     |
| 10.   | Subbass   | 16′ |
| 11.   | Oktavbass | 08′ |
| 12.   | Pommer    | 04′ |

- Koppeln: II/I, I/P, II/P

## Glocken
Das Geläut der Kirche besteht aus drei Bronzeglocken, die an gekröpften Stahljochen in einem Stahlglockenstuhl im Gegenschwung zueinander läuten. Bis auf die kleine Glocke, die heute noch erhalten ist, wurden alle Glocken im Zweiten Weltkrieg abgegeben und eingeschmolzen. Die mittlere Glocke aus dem Jahr 1621, die noch auf dem Glockenfriedhof in Hamburg vorhanden war, bekam die Kirchengemeinde nach Kriegsende. Diese wird zum Angelus und zu den Heiligen Messen geläutet. Alle drei Glocken werden nur zu hohen Festtagen und besonderen Anlässen geläutet.
| Glocke Nr. | Schlagton | Gießer                  | Gussjahr |
| ---------- | --------- | ----------------------- | -------- |
| 1          | g1        | Petit & Gebr. Edelbrock | 1994     |
| 2          | b1        | Roloff Klassen          | 1621     |
| 3          | des2      | Petit & Gebr. Edelbrock | 1928     |